# Summis desiderantes
Summis desiderantes (slovensko: Goreče želimo) je papeška bula, ki jo je izdal Inocenc VIII. 5. decembra 1484. V njej dovoljuje pooblaščenima inkvizitorjema preiskovanje in kaznovanje čarovništva v nekaterih nemških deželah. 

## Opis
S to bulo je papež odgovoril na naraščajoče čarovništva in herezije na področju doline reke Rena, kakor sta mu ga predstavila Kramer in Sprenger. Nju je pooblastil, naj zadevo raziščeta in kaznujeta čarovništvo v Nemčiji.
Bula je po mnenju nekaterih zgodovinarjev postala povod za lov na čarovnice, po mnenju drugih pa je že obstoječi lov omejila in ga spravila v cerkvenopravne okvire.

## Zgodovinski pregled
Papež vidi kot glavno sredstvo za zatiranje čarovništva v dobrih pridigah. Nekateri protestantovski izvedenci, kot tudi Döllinger , menijo, da je ta bula prestavila nemškemu narodu, v moči »nezmotljive razglasitve« nauk o hudiču in čarovnicah. Temu pa ni tako; ta verovanja so bila med Nemci razširjena že od poganskih časov. Dominikanski inkvizitor Nider (1380-1438) je pred Inocenčevim časom v knjigi Formicarius  1436, opisal čarovništvo in satanizem.  

Tega verovanja in preganjanja torej ni povzročil papež, ampak ga je hotel omejiti in pravno urediti, predvsem pa ga izvzeti od posvetne oblasti, ki je večkrat uprizarjala lov na čarovnice in popuščala množični histeriji v tem pogledu.  Ta bula niti ne vsebuje kake dogmatične opredelitve pojava, ampak le odziv na poročilo nemških inkvizitorjev, ki jima naroča, naj se s pojavom spopadeta. 

Ta bula je bila priložena knjigi Kladivo čarovnic, ki sta jo napisala 1486 omenjana inkvizitorja Heinrich Kramer in Jakob Sprenger. Ta knjiga pa je posatala priročnik za inkvizitorje v postopkih zoper čarovnice. Govori o raziskovanju čarovništva, magije in urokov, kakor tudi o kaznovanju storilcev. Ne govori pa o mučenju ali sežiganju na grmadi. 

## Ocena
Če se hočemo vživeti v takratno mentaliteto, ne smemo pozabiti, da ima vsaka doba svoje resnične ali izmišljene "čarovnice", ki jih je treba odkriti, poloviti in osramotiti. V tistem obdobju so bile to "čarovnice", tj. osebe, ki imajo resnično ali namišljeno zvezo s hudičem ter "čarajo" in drugim povzročajo "uroke". Take osebe so verjetno vedno obstajale, samo da se ljudska domišljija ni zmenila zanje. Neke vrste "lova na čarovnice" so bili v še ne tako davni človeški zgodovini razni postopki in pogromi zoper "ideološke" ali "razredne sovražnike". V nedavni preteklosti so to domišljijo burili morda nedolžni "leteči krožniki", danes pa manj nedolžni "pedofili", ki morebiti tudi spadajo v to vrsto "masovne pravičnosti", po primitivni logiki: če jaz drugega obsodim, potem sem sam toliko bolj pravičen. Iz tega lahko sklepamo, da tudi v tistem času ni bilo več "čarovnic" kot v kakem drugem obdobju, vendar jim je množica posvečala več pozornosti in je v njihov obstoj bolj verjela. Iz tega je očitno, da ta papeška listina ni bila kriva za izbruh lova na čarovnice na koncu srednjega in v začetku novega veka, saj je ta lov že obstajal. Ta bula namreč ne prinaša nič novega v zvezi s to problematiko: ukvarja pa se prav tako in še bolj z drugimi prestopki, kot na primer s herezijo. Omeniti je treba resnici na ljubo, da sam inkvizitor ni dolgo užival cerkvene naklonjenosti, ampak je bil odstavljen, "ker ni dobro opravljal svojega posla." 
Če prebiramo življenjepise Inocenca, bomo opazili, da so zgodovinarji po večini veliko prostora odmerili pojavu čarovništva oziroma tudi tej buli, ki se peča z njim, čeprav še bolj obravnava herezijo. Pripomniti je treba, da je bil tudi papež otrok svojega časa, pa tudi dejstvo, da so nekatere njegove življenjske poteze - na primer neprikrit nepotizem - bolj zasenčile njegov lik kot ta listina. 

Pogosto pozabljamo, da je v zmedenih časih Henrika VIII., ki je sovražil papeža in je namesto njega sebe razglasil za vrhovnega verskega voditelja Anglije – vsa država kar mrgolela od astrologov in čarovnikov, ki so se jim zatekali v sili tako ljudje visokega kot nizkega stanu. Kralj sam, plen najbolj neumnega praznoverja, je prisluhnil lahkoverno najbolj neverjetnim napovedim in abrakadabram starih ženic. Posebno naj poudarimo dogodek, do katerega je prišlo tako kmalu po poroki z Ano Boleynovo, ko je kralj odkrito povedal svoje mnenje, češ da je »vstopil v ta zakon zapeljan s čarovništvom; in da je to bilo očitno, ker mu Bog ni podaril nobenega moškega potomca.« In to "čarovništvo" naj bi se ponovilo kar šestkrat!
Kljub našim »sodobnim« pomislekom zoper papeško "čarovniško" listino drži, da je Malleus Maleficarum najbolj temeljito in najbolj pomembno delo v celotnem leposlovju o čarovništvu. Malleus je dobil posebno težo z glasovito bulo papeža Inocenca VIII.  Summis desiderantes affectibus  z dne 5. decembra 1484. V njej se papež pritožuje nad močjo in prevlado čarovniške organizacije ter pooblašča Heinricha Kramerja in Jakoba Sprengerja kot izpraševalca teh prestopkov po Severni Nemčiji. Obema jamči posebno zaščito in varstvo; po potrebi naroča strasburškemu škofu Albrehtu Bavarskemu, naj ju podpira, če treba, tudi s pomočjo svetne oblasti. 

Ta bula, ki je bila natisnjena kot predgovor k Malleusu, se je razširila po celotni Evropi. Pravzaprav je spodbujala evropsko pravništvo skoraj skozi tri stoletja k dolžnosti boja zoper družbo čarovnic. Malleus je ležal na mizi vsakega magistrata. Bil je najvišja, nezametljiva in neopozivna avtoriteta. Sprejemala ga je ne le katoliška, ampak tudi protestantovska zakonodaja. Ta knjiga je ena od najpomembnejših, najpametnejših in najtehtnejših svetovnih knjig. 

Brez razlike nekatoliški zgodovinarji pretirano objokujejo ali z žalostjo omenjajo bulo Inocenca VIII. kot najbolj škodljiv in najbolj nesrečen dokument, večen in nepreklicen izraz nespremenljivega in nespremenjenega papeškega mnenja. Glede tega imajo po svoje prav in njihovo sklepanje je nedvomno logično in pravilno: ‘’Summis desiderantes’’ ni niti dogmatično učenje Kristusovega namestnika na zemlji niti to ne želi biti. 

Papež pa je v tej listini vendarle razložil dogmatična dejstva, čeprav je to treba razlikovati od pravih dogem. Tu pravzprav ne gre za versko razodetje, ampak za učenje, ki je z njim tesno povezano. Ni težko pokazati na to, da bi zanikanje nauka v tem dokumentu nasprotovalo evangeljskemu učenje o obsedenosti, Jezusovemu izganjanju hudičev ter njegovim besedam o dejavnosti hudih duhov. 